# Gotfryd z Bouillon
Gotfryd z Bouillon fr. Godefroy de Bouillon (ur. około 1058, zm. 18 lipca 1100 pod Hajfą) – jeden z przywódców I wyprawy krzyżowej, po zdobyciu Jerozolimy odmówił przyjęcia tytułu króla Jerozolimy, zamiast tego przyjął tytuł Obrońcy Grobu Świętego. Pochodził z książęcego rodu Ardennes-Verdun, którego przedstawiciele nosili od X wieku tytuł książąt Lotaryngii. Gotfryd objął godność księcia Dolnej Lotaryngii w roku 1087. W 1096 roku wyruszył na wyprawę krzyżową wraz ze swoimi braćmi. Zmarł w roku 1100 w czasie wyprawy przeciwko sułtanowi Damaszku.

## Życiorys

### Pochodzenie
Był synem Eustachego II z Boulogne oraz Idy Lotaryńskiej (córki Gotfryda II Brodatego, księcia Dolnej Lotaryngii). Po kądzieli wywodził się z dynastii Karolingów.
Po śmierci ojca w 1070 i wuja Gotfryda III Garbatego, Gotfryd stał się właścicielem dóbr Bouillon, Stenay, hrabstwa Verdun, księstwa Dolnej Lotaryngii i markizatu antwerpskiego. O posiadłości lotaryńskie stoczył walkę z hrabią Namur – Albertem III, rzecznikiem praw Matyldy z Toskanii, wdowy po Gotfrydzie Garbatym. Jako wasal cesarza Henryka IV opowiedział się po jego stronie w sporze o inwestyturę.

### I wyprawa krzyżowa
Gotfryd był jednym z pierwszych baronów, którzy odpowiedzieli na apel z Clermont, wzywający do krucjaty przeciwko muzułmanom. Aby sfinansować wyprawę do Ziemi Świętej sprzedał lub zastawił swoje posiadłości u biskupów Verdun i Liège. Wyruszył 15 sierpnia 1096 na czele armii złożonej z Lotaryńczyków, Flamandów, Saksończyków i Nadreńczyków. Pod koniec grudnia tego roku dotarł z armią do Konstantynopola, gdzie złożył hołd lenny cesarzowi Aleksemu I i przyrzeczenie zwrotu Bizancjum wszystkich zdobytych ziem, które niegdyś należały do Cesarstwa.
Podczas oblężenia Jerozolimy dowodził armią atakującą od północnego wschodu. Był jednym z pierwszych krzyżowców, którzy wdarli się do miasta dnia 15 lipca 1099 r., co w efekcie zakończyło oblężenie Jerozolimy. Wtedy też narodziła się jego legenda. 22 lipca został wybrany na władcę Jerozolimy (wybrany uprzednio Rajmund z Tuluzy się nie zgodził) – odmówił przyjęcia tego zaszczytu i nazwał się Obrońcą Grobu Świętego (łac. Advocatus Sancti Sepulchri). W tym okresie ustanowił 20-osobową grupę świeckich rycerzy i duchownych w celu opieki nad Bazyliką Grobu Świętego w Jerozolimie, a równocześnie powierzył 50 krzyżowcom obowiązek zbrojnej obrony Grobu Świętego. Grupy te przekształciły się później w zakon Kanoników Regularnych Grobu Bożego (CSsSH) i Zakon Rycerski Grobu Bożego w Jerozolimie (OESSH).
W sierpniu 1099 pokonał siły egipskie pod Askalonem i brał udział w dalszych walkach z muzułmanami. Zmarł podczas oblężenia Hajfy, pochowano go w Bazylice Grobu Świętego w Jerozolimie. Jego następcą, już z tytułem królewskim, został jego brat Baldwin z Boulogne.
Gotfryd z Bouillon jest jednym z bohaterów eposu rycerskiego Jerozolima wyzwolona włoskiego poety Torquata Tassa (1581).